# Senala
Senala ist eines der beiden nördlichen Dörfer der Insel Fongafale, der Hauptinsel des Funafuti-Atolls, die zusammen das Funafuti Centre bilden. Der Ort hatte 2012 589 Einwohner (nach anderen Quellen 1222).

## Geographie
Der Ort liegt im Zentrum der Insel, zusammen mit Alapi und Fakaifou und Vaiaku im Süden. Nach Norden schließt sich Teone an.